# Рассел, Чарльз Марион
Чарльз Марион Рассел (англ. Charles Marion Russell, известный также как Чарли Рассел и Кид Рассел; 19 марта 1864[…], Сент-Луис, Миссури — 24 октября 1926[…], Грейт-Фолс, Монтана) — американский художник, скульптор, писатель и ковбой, воспевший в своих произведениях романтику освоения первопроходцами Дикого Запада или Американского Старого Запада.

## Биография

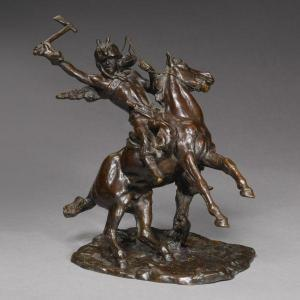
«Клич»

Чарльз Рассел родился и вырос в штате Миссури. Ещё будучи подростком, направился на запад в Монтану, чтобы стать ковбоем. В 1888 г. он жил среди индейцев провинции Альберта в Канаде. После нескольких лет работы в 1880-х годах, в течение которых он зарабатывал себе на жизнь как траппер и ковбой, Ч. Рассел заинтересовался иллюстрациями и картинами, реалистично изображавшими сцены покорения Американского Запада, и стал для собственного развлечения писать картины и создавать скульптуры на темы приключений на фоне дикой американской природы.

## Творчество
В отличие от своих современников, творивших на тему Дикого Запада, но проживших в этих края недолгий период времени, таких как Ф. Ремингтон, Чарли Рассел, поселившись в штате Монтана, надолго остался на Западе. Начало его успешной карьеры, началось после смерти Ремингтона в 1909 году. Неполучивший специального образования, Чарльз Рассел стал одним из самых популярных художников в США. Им было создано более 4000 работ, включая картины маслом и акварелью, рисунки и скульптуры из воска, глины, штукатурки и других материалов, а его бронзовые статуи стали стандартом для последователей талантливого скульптора.
Творил Рассел в студии, прилегающей к его дому в Грейт-Фолсе, штат Монтана, который стал своего рода музеем коллекции индейской и ковбойской одежды, предметов их быта, оружия и украшений, конской сбруи и других предметов, необходимых для точного изображения сцен из жизни Дикого Запада, который он так любил. Именно здесь, Рассел создал все свои главные произведения.
В 1916 году у Чарли Рассела и его жены Нэнси родился сын — Джек.
Основной темой работ Рассела, отличавшихся уникальным стилем и динамикой сцен, были полотна, изображавшие жизнь и быт ковбоев и охотников за пушниной, стычки с индейцами (среди которых он жил некоторое время), дикую природу, скачущих лошадей. Его фрески «Lewis and Clark Meeting the Flathead Indians», выполненные в 1912 году, украшают сейчас здание Законодательного собрания Монтаны в столице штата — городе Хелена.
Чарльз Рассел был прекрасным рассказчиком. После его смерти была выпущена книга коротких историй Кида Рассела «Trails Plowed Under» и сборник избранных писем «Good Medicine».

## Галерея работ

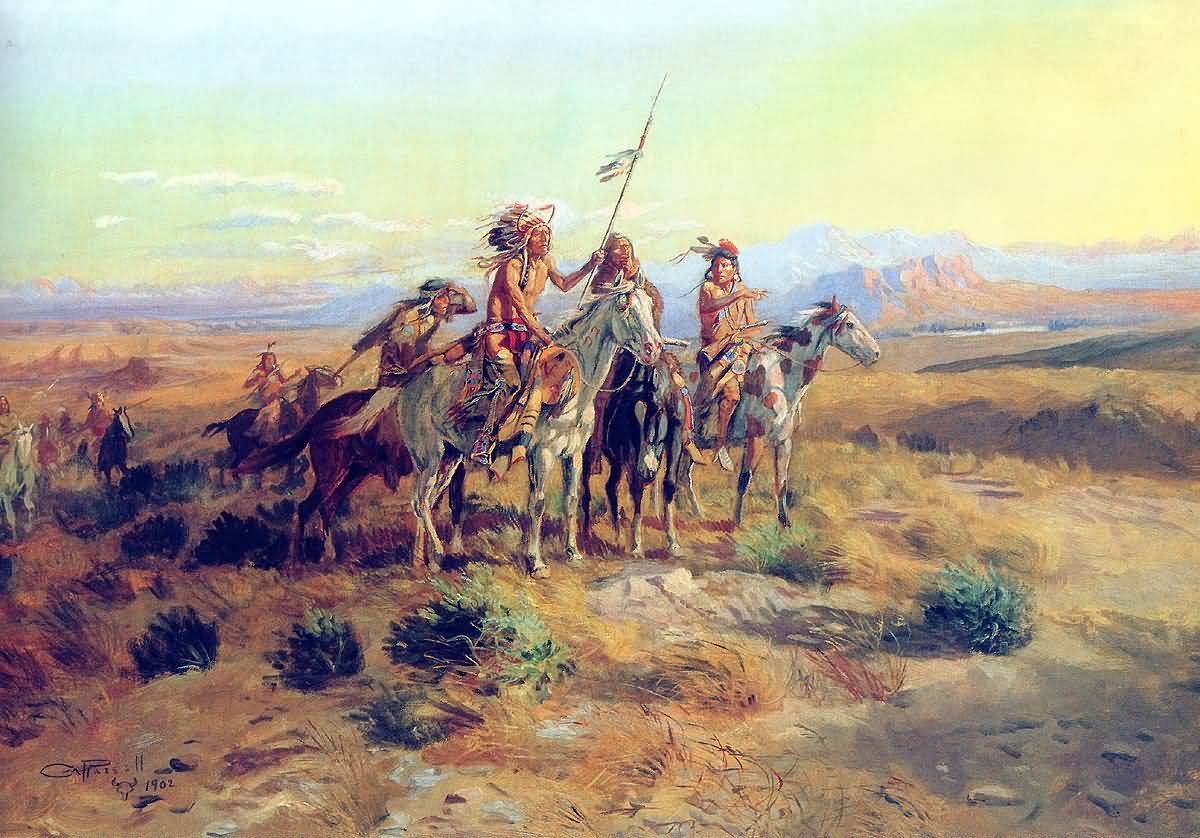
«Разведчики»
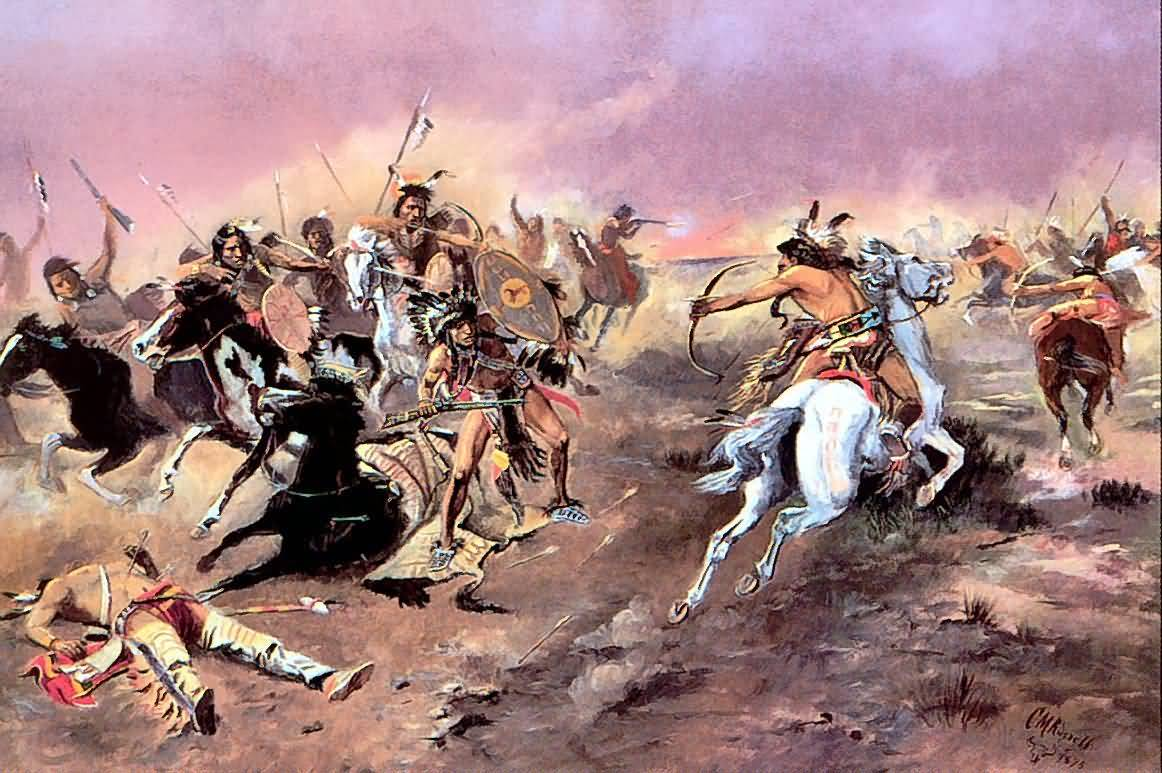
«За господство в прериях»
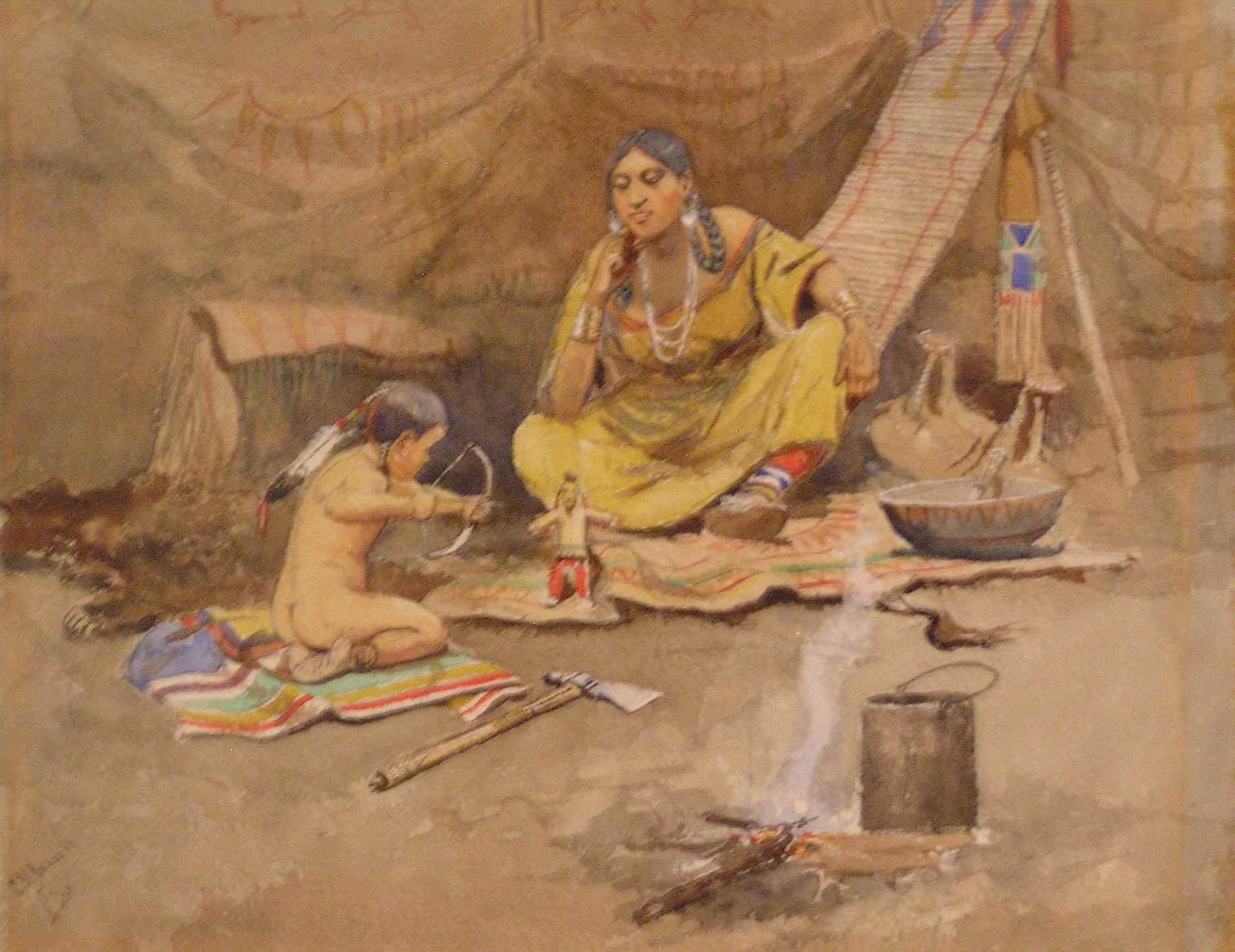
«В вигваме» (1893)
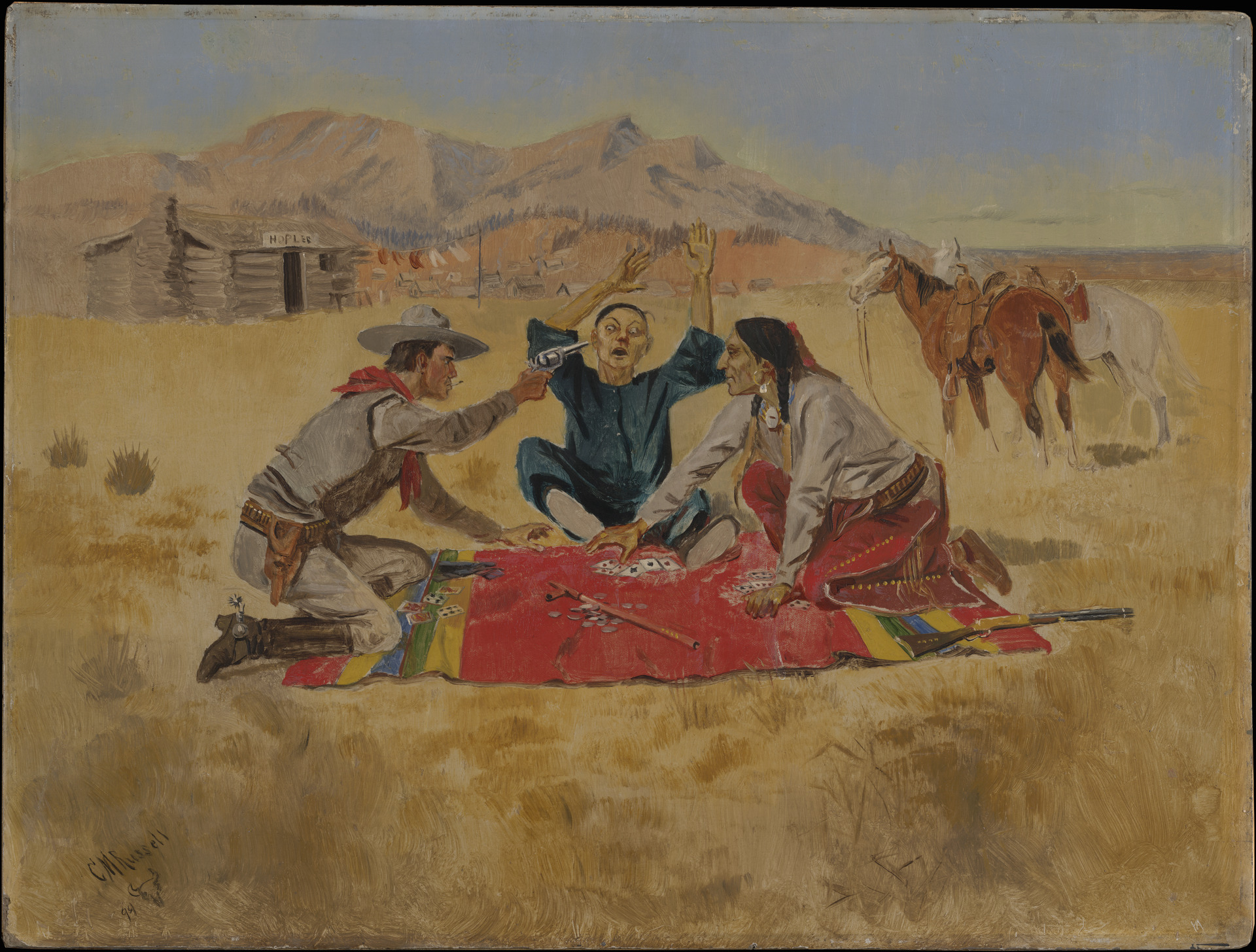
«Ни шанса у китайца!» (1894)
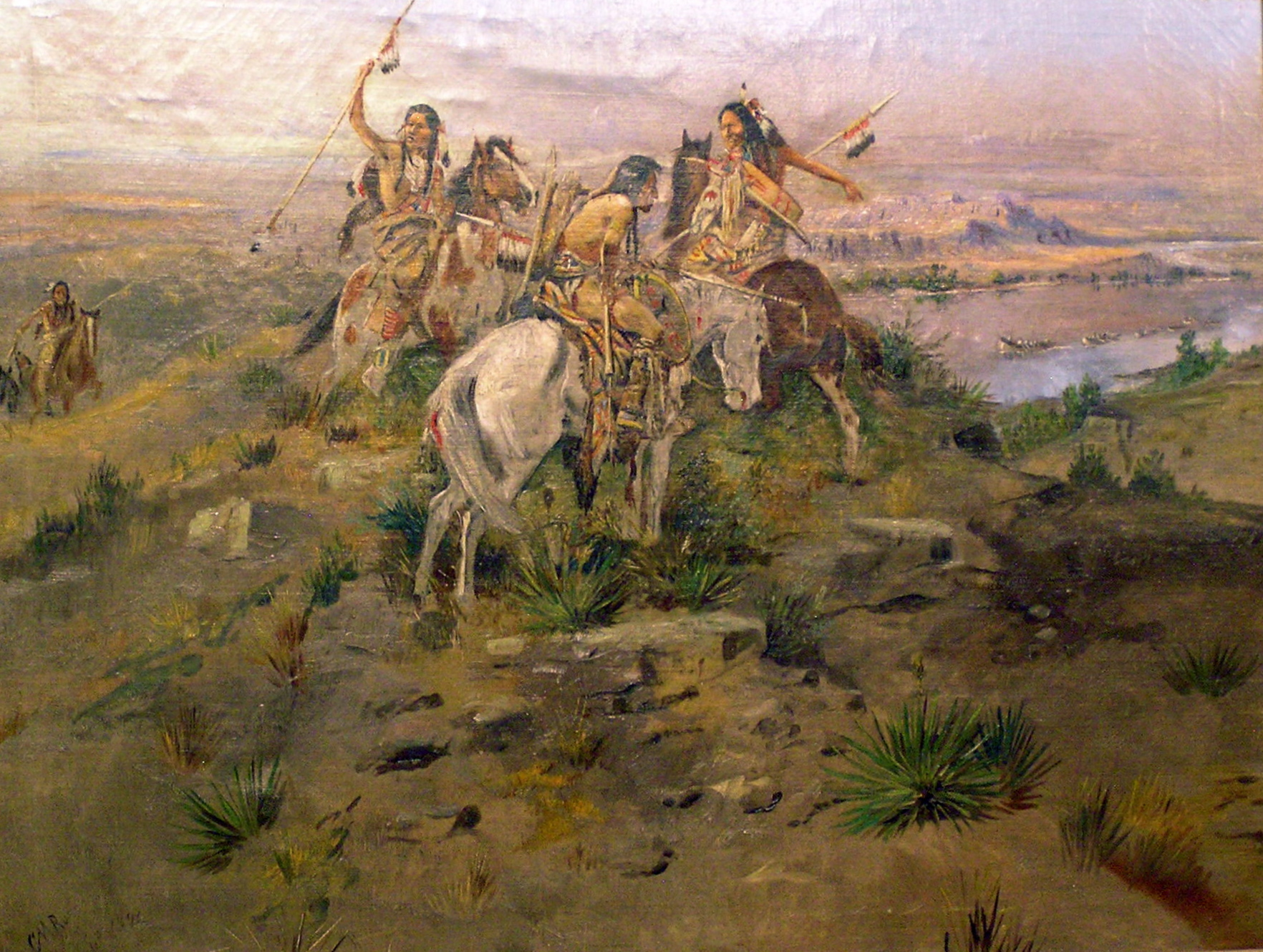
«Открытие индейцев» (1896)
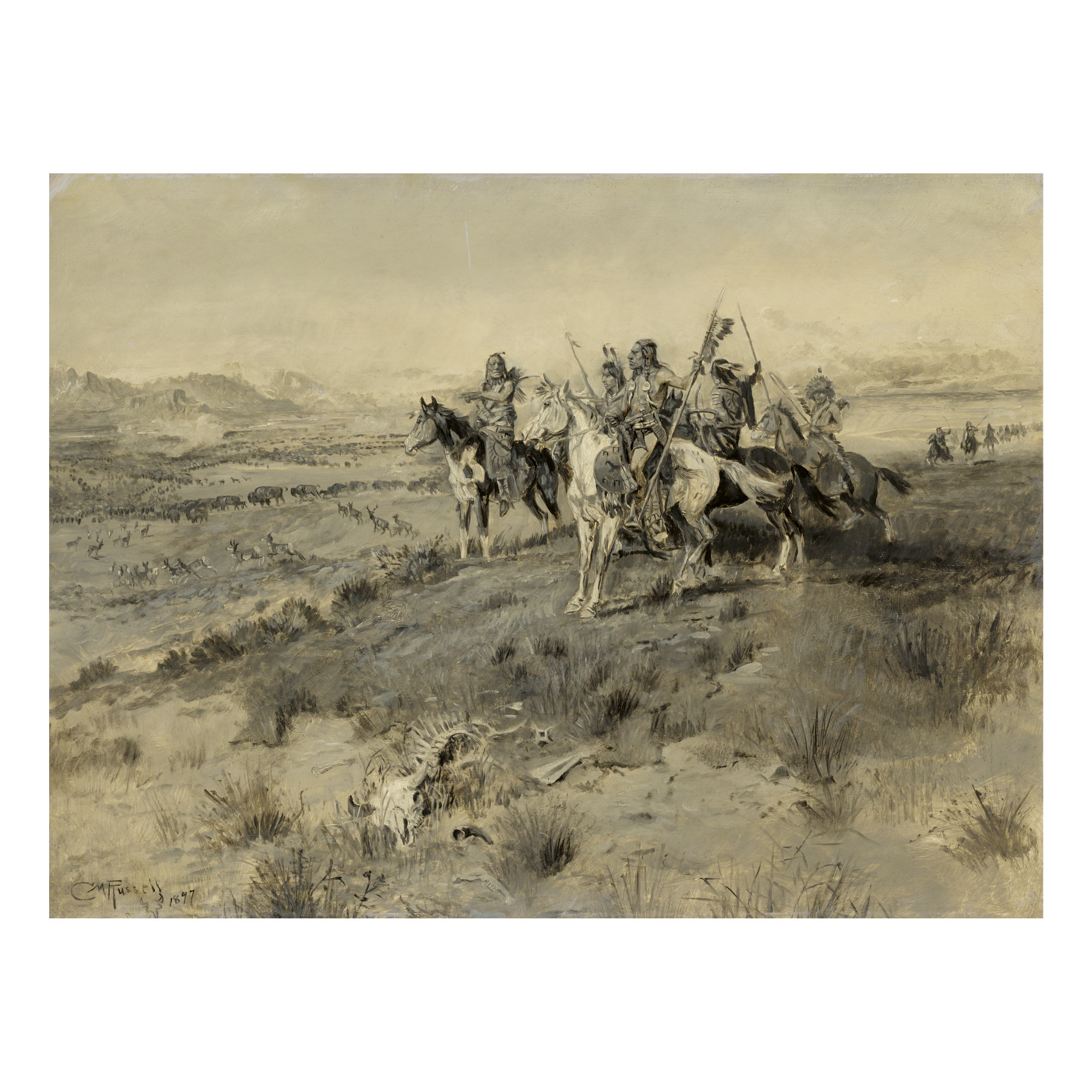
«До прихода бледнолицых» (1897)
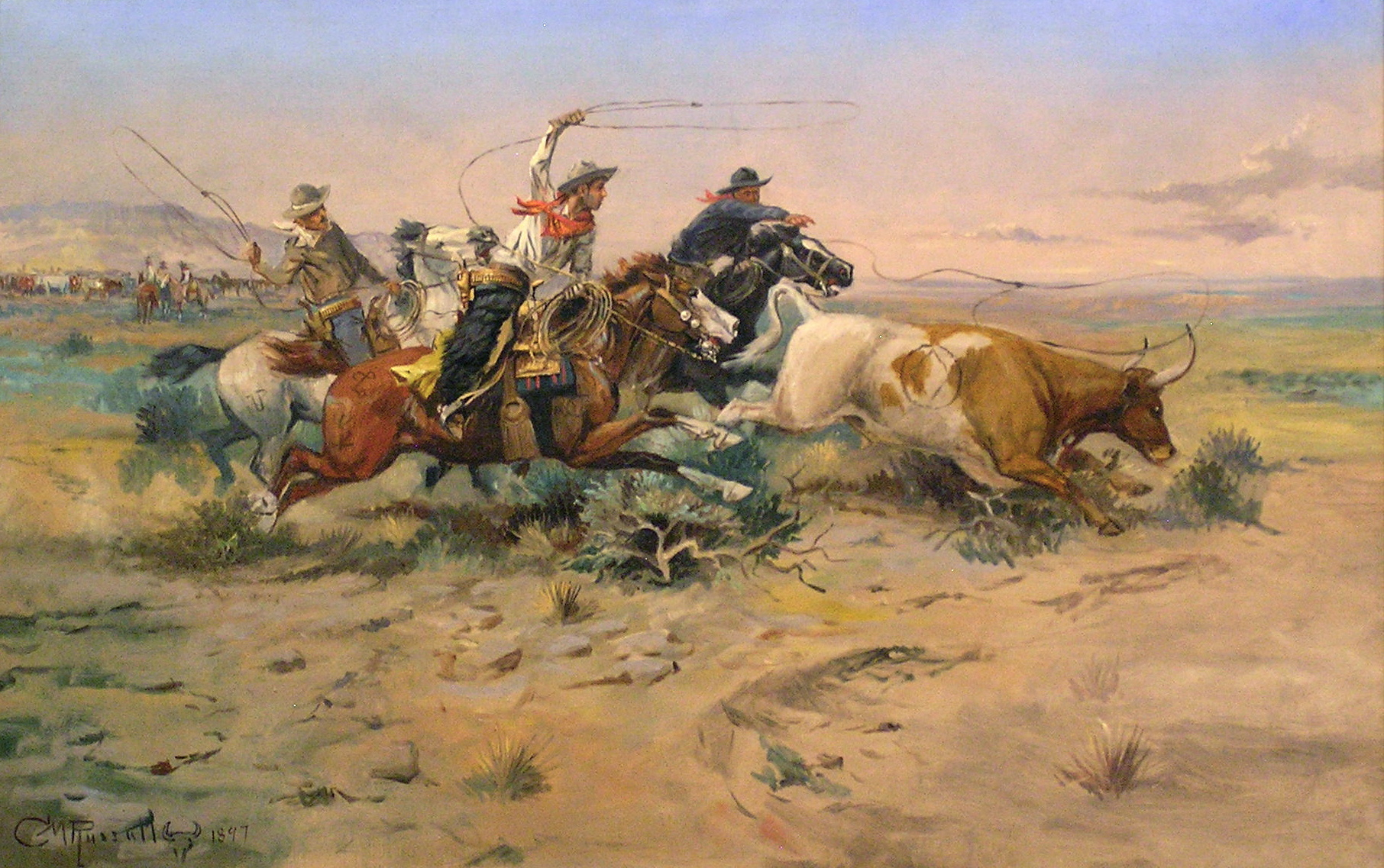
«Загон скота» (1897)
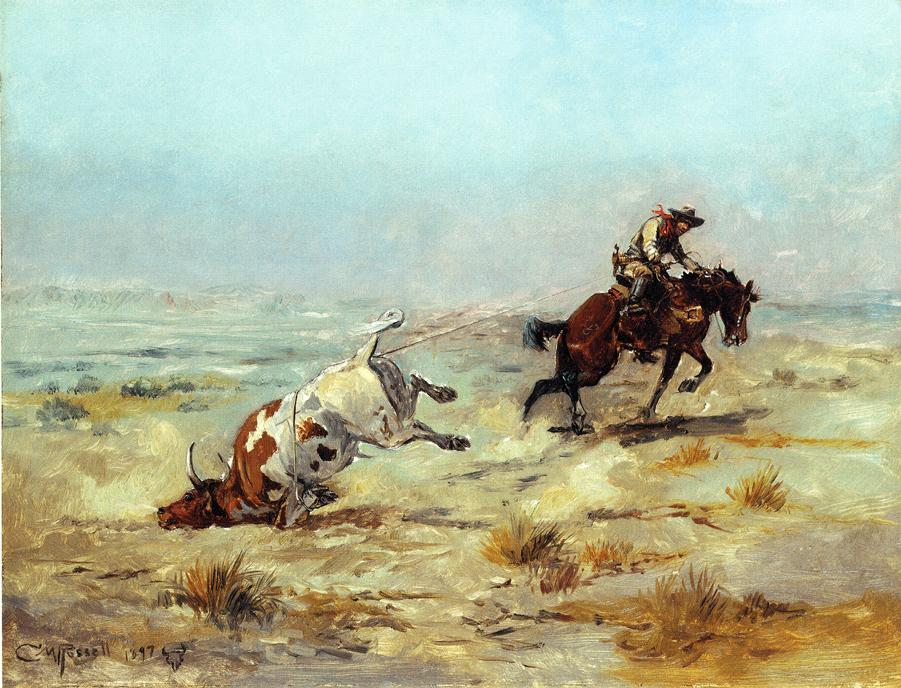
«Бычок, пойманный лассо» (1897)
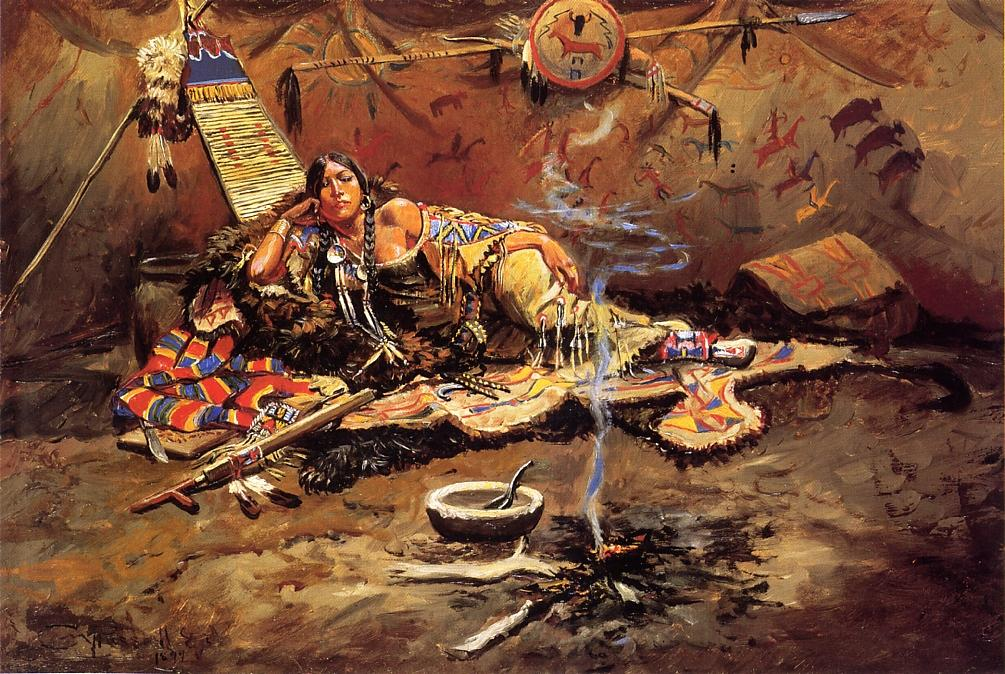
«Муки ожидания» (1899)
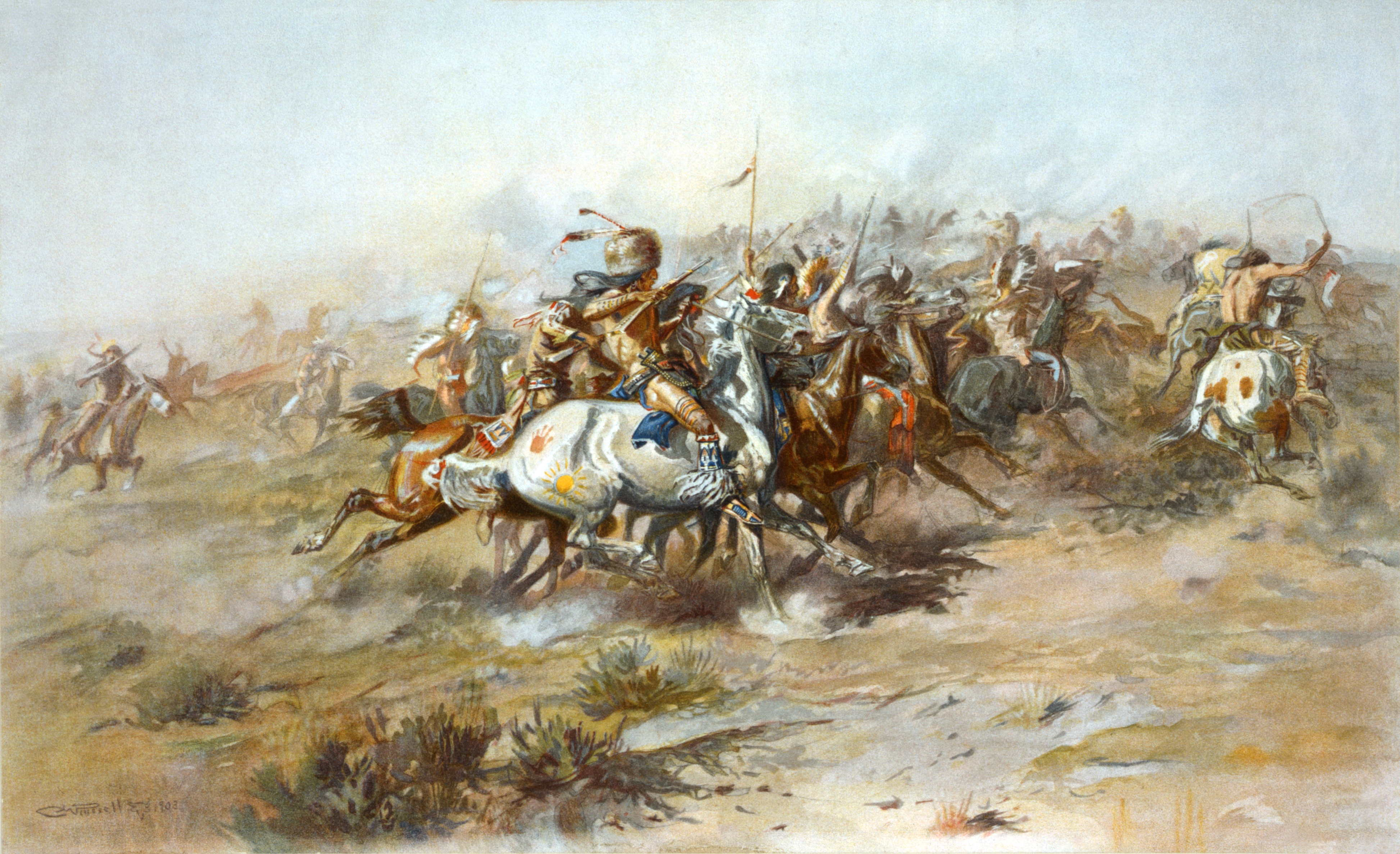
«Битва генерала Кастера» (1903)
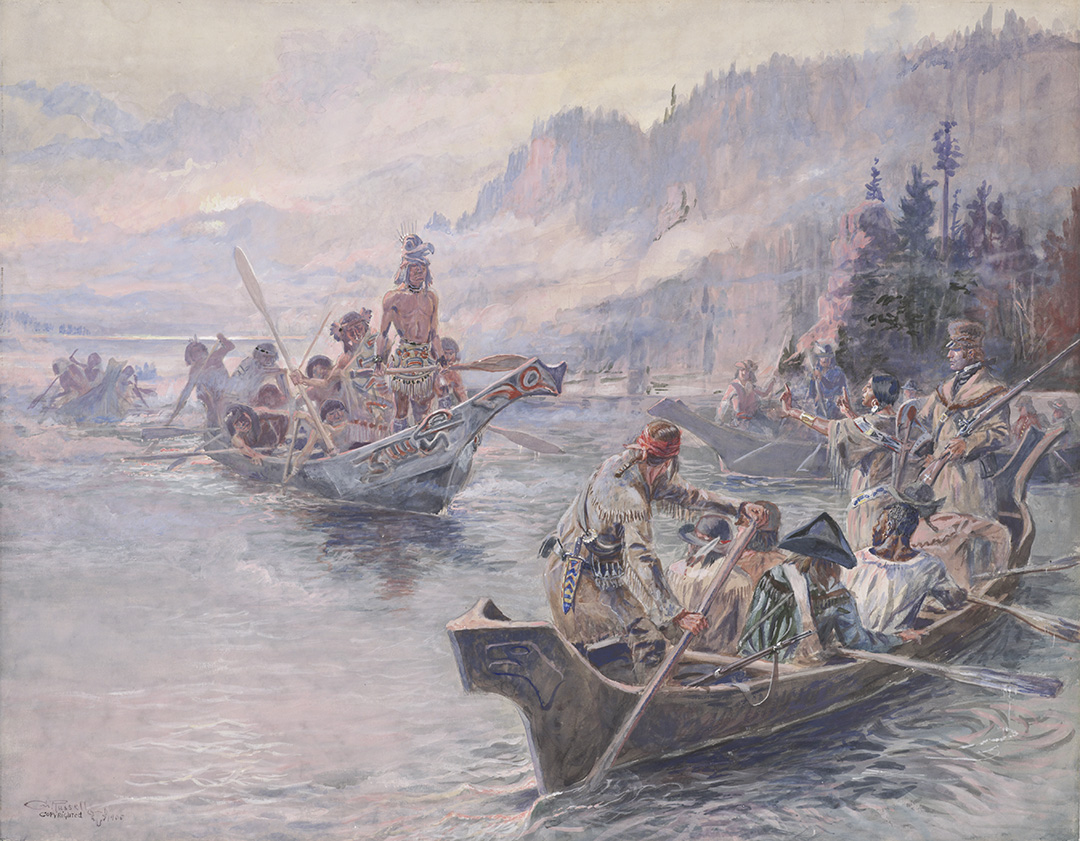
«Льюис и Кларк в низовьях Колумбии» (1905)
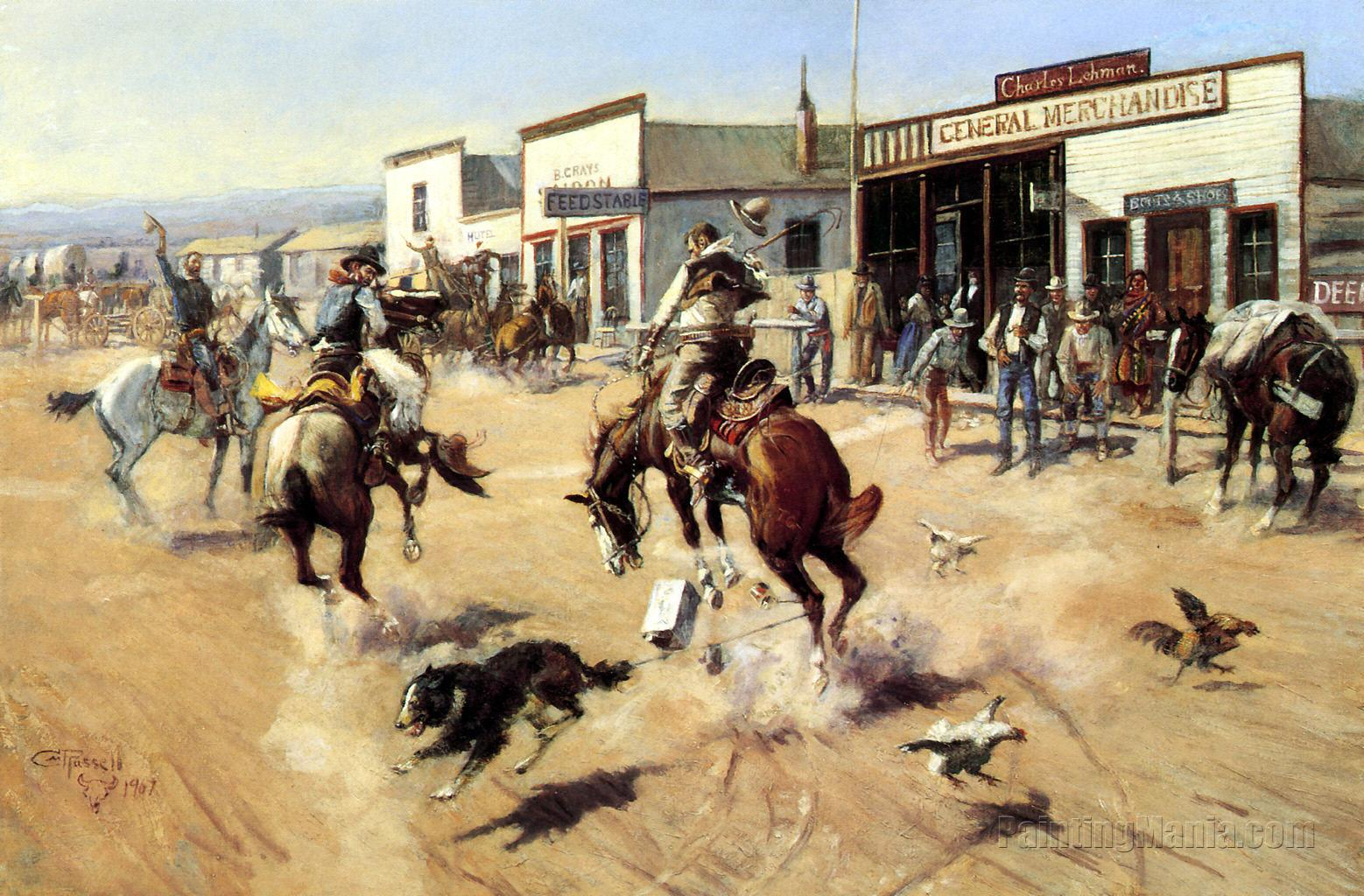
«Тихий день в Ютике» (1906)
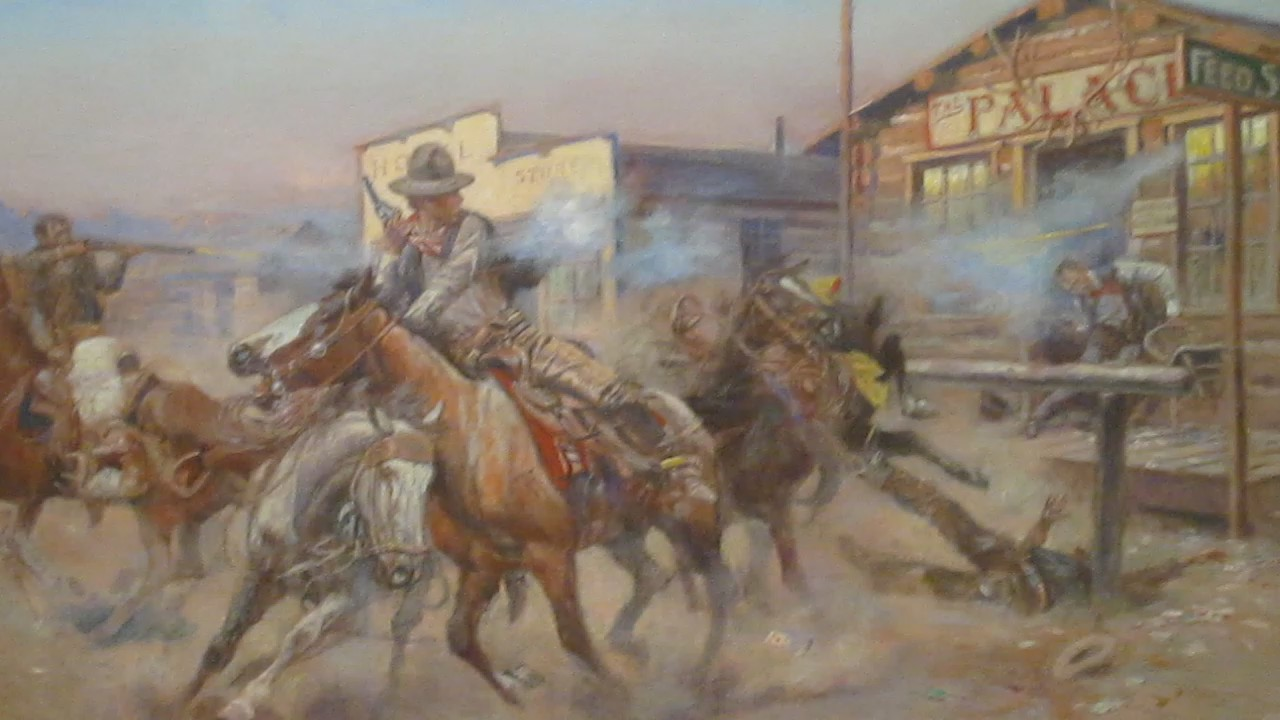
«Дымок из ствола сорок пятого калибра» (1908)
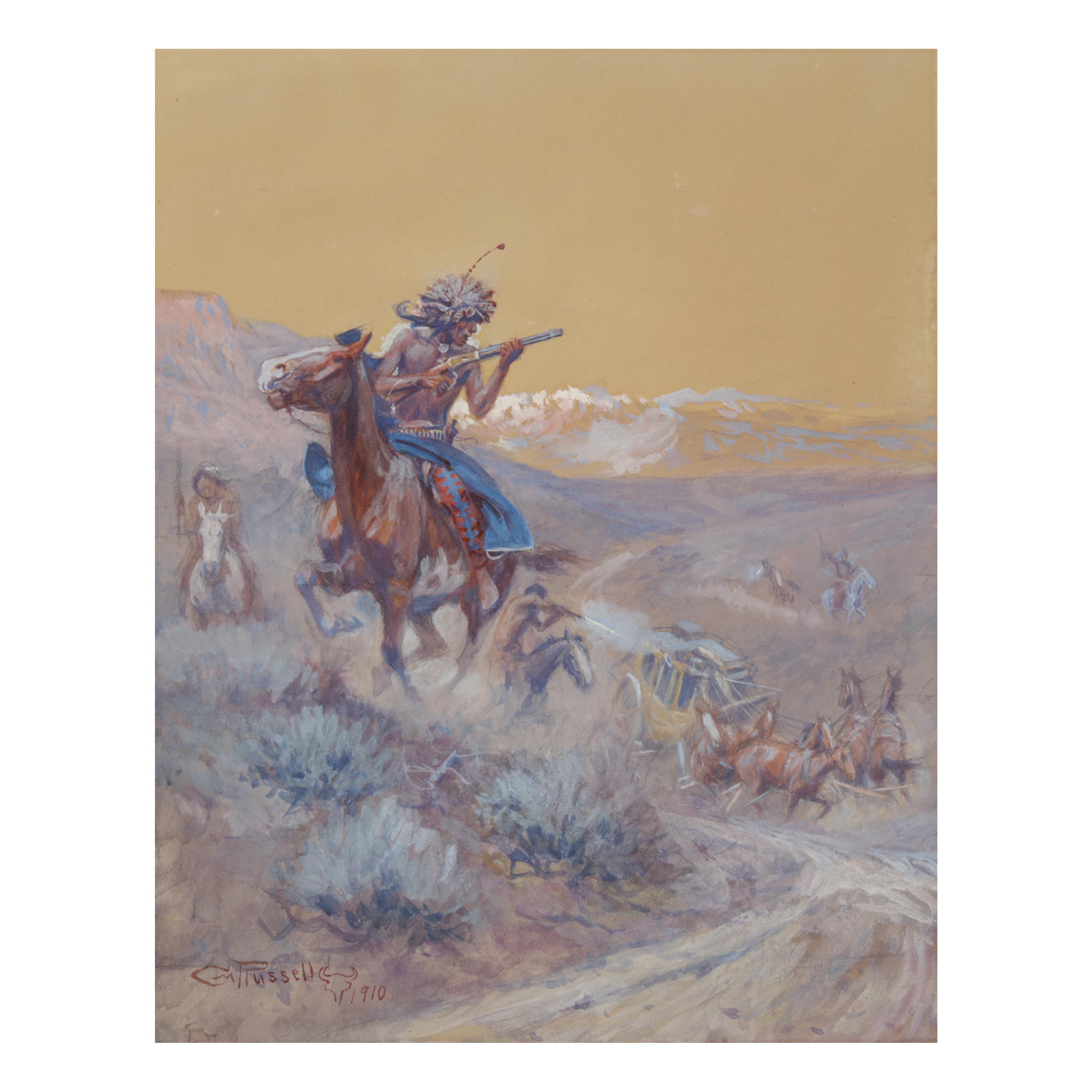
«Нападение индейцев» (1910)
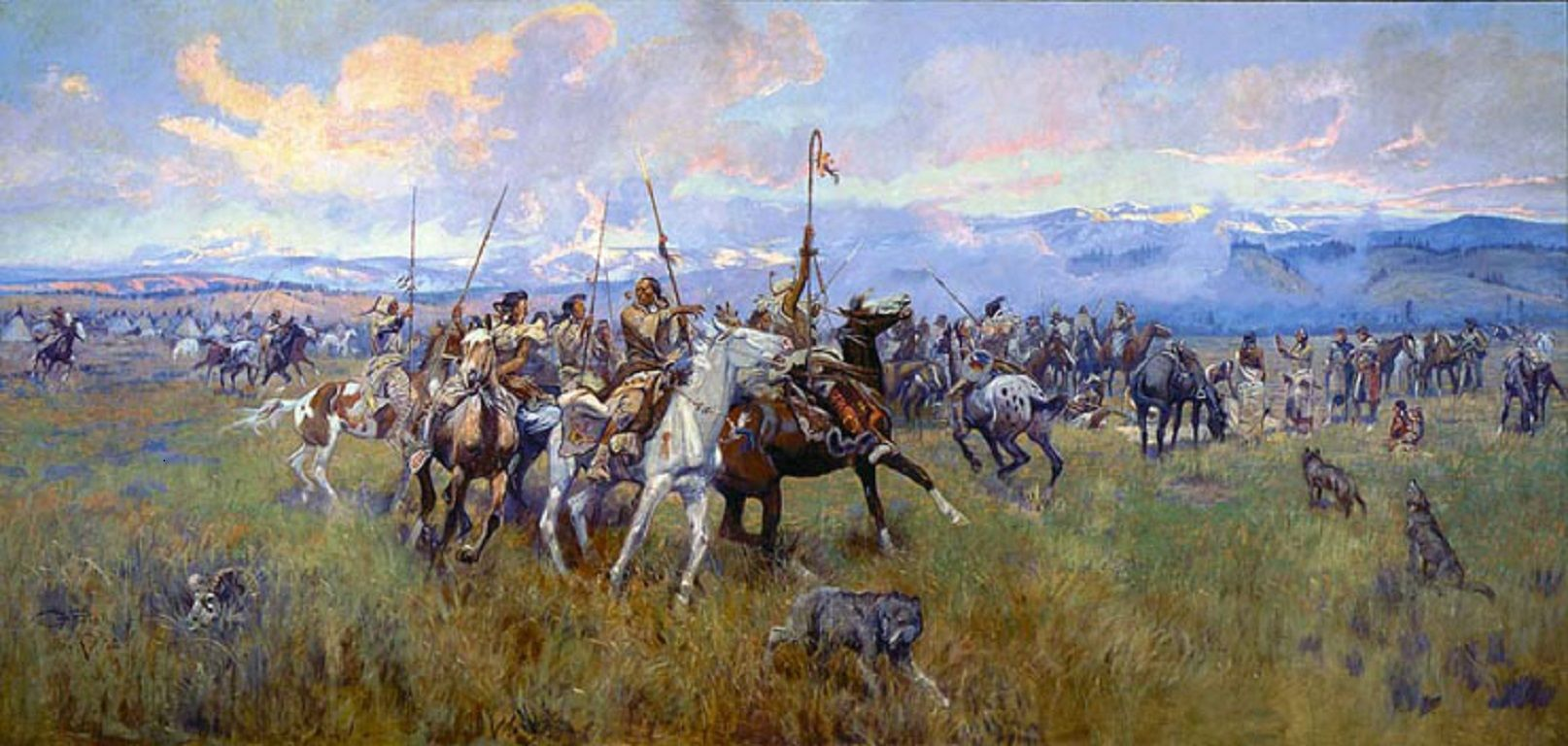
«Встреча Льюиса и Кларка с салишами» (1912)
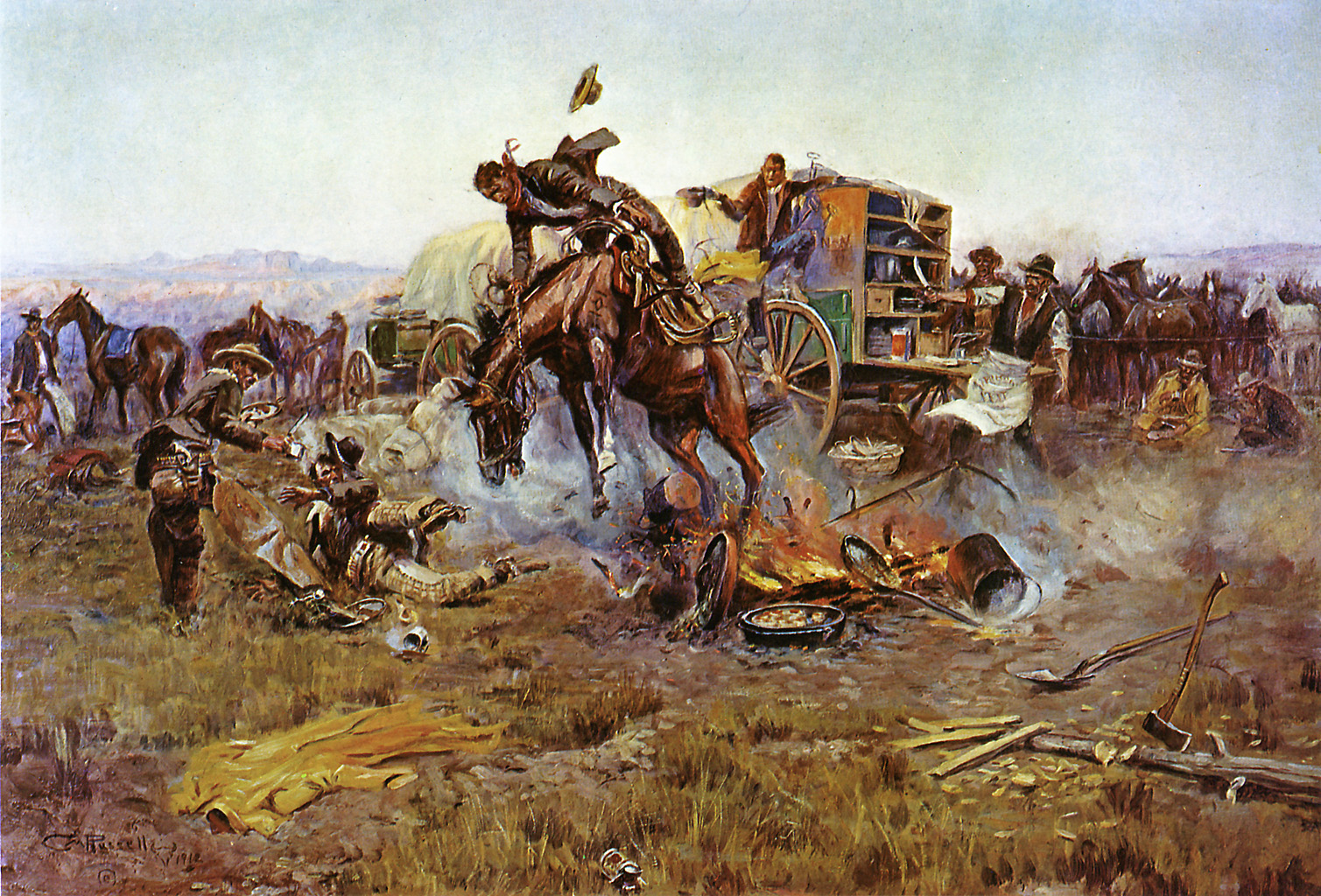
«Повара-неудачники» (1912)
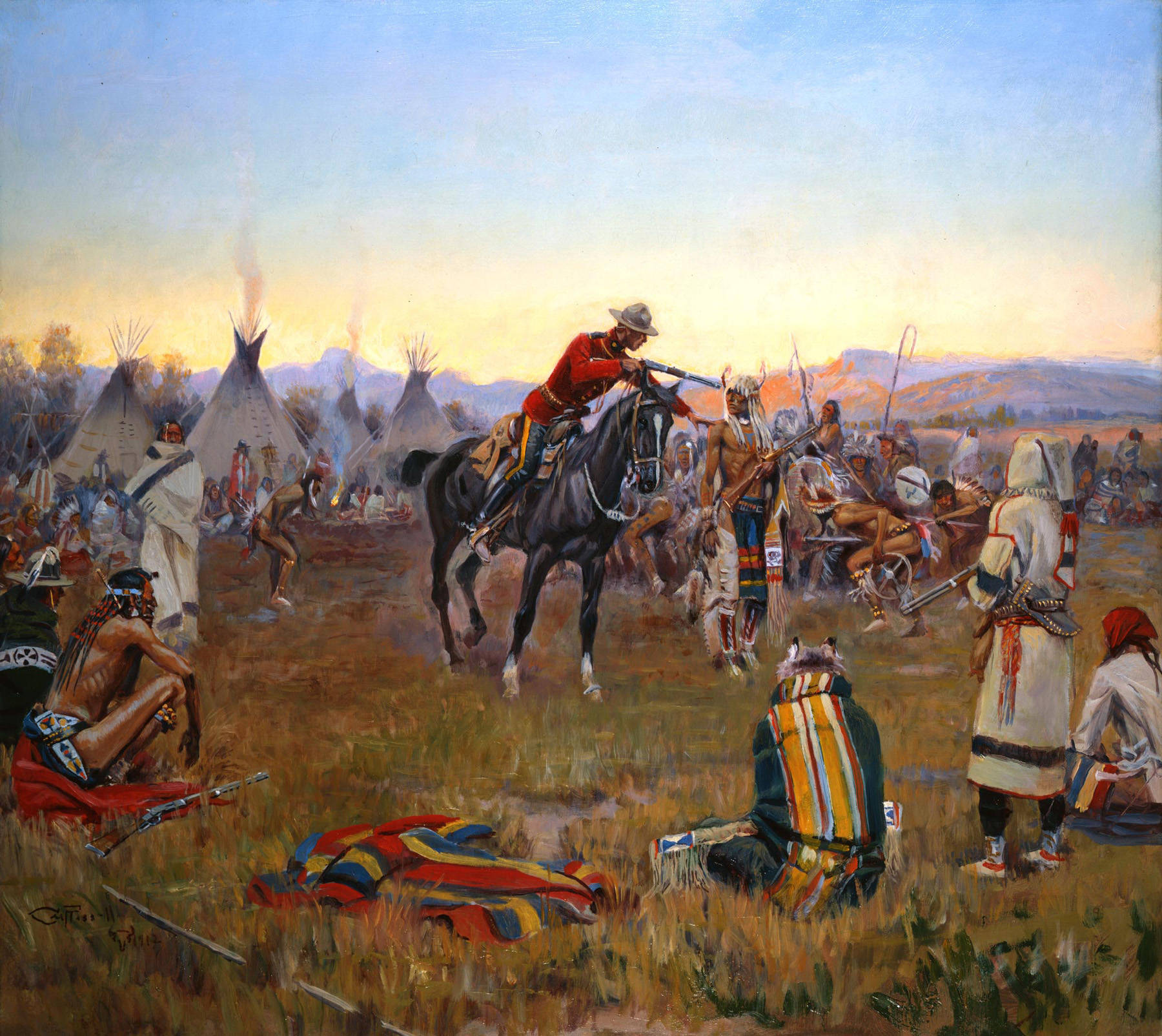
«В одиночку» (1912)
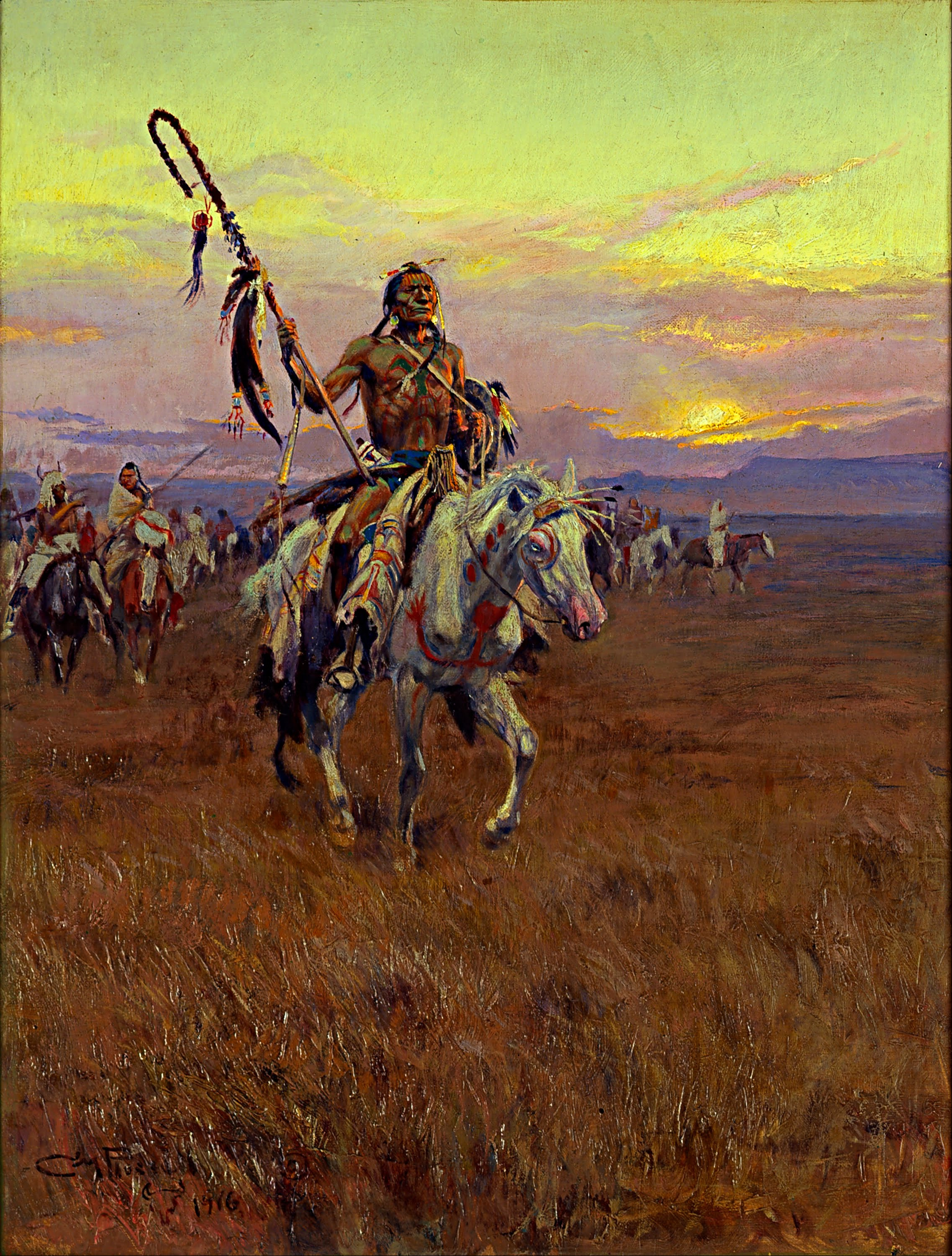
«Шаман» (1916)
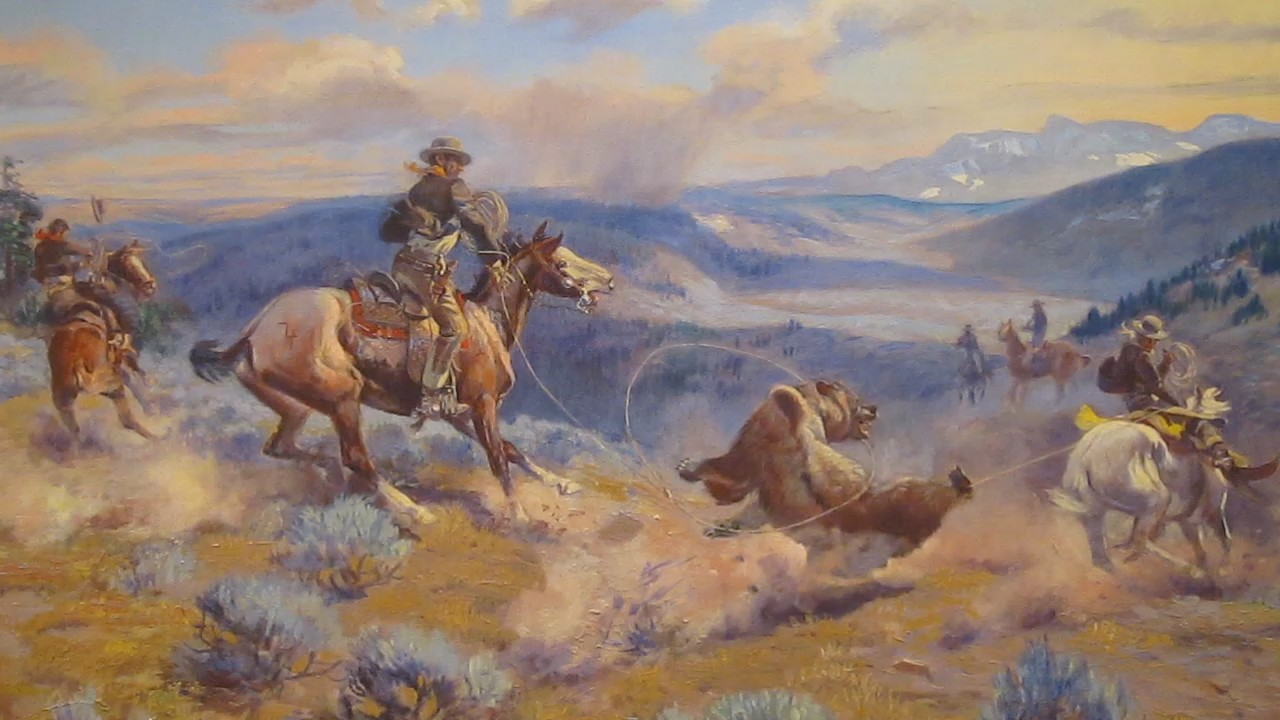
«Лассо и быстрые кони надёжней свинца» (1916)
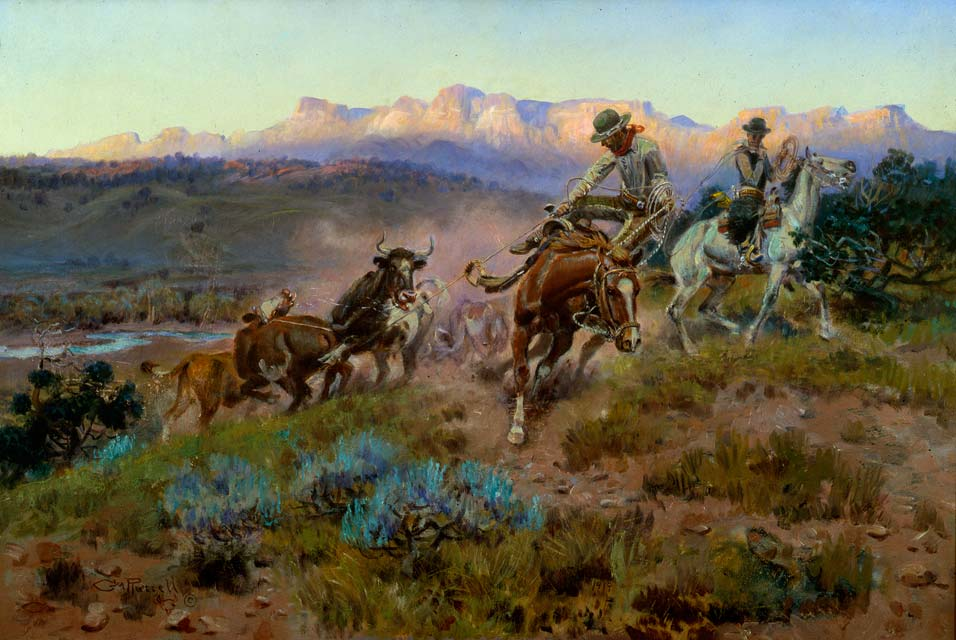
«Загон скота на Масселшелле» (1919)
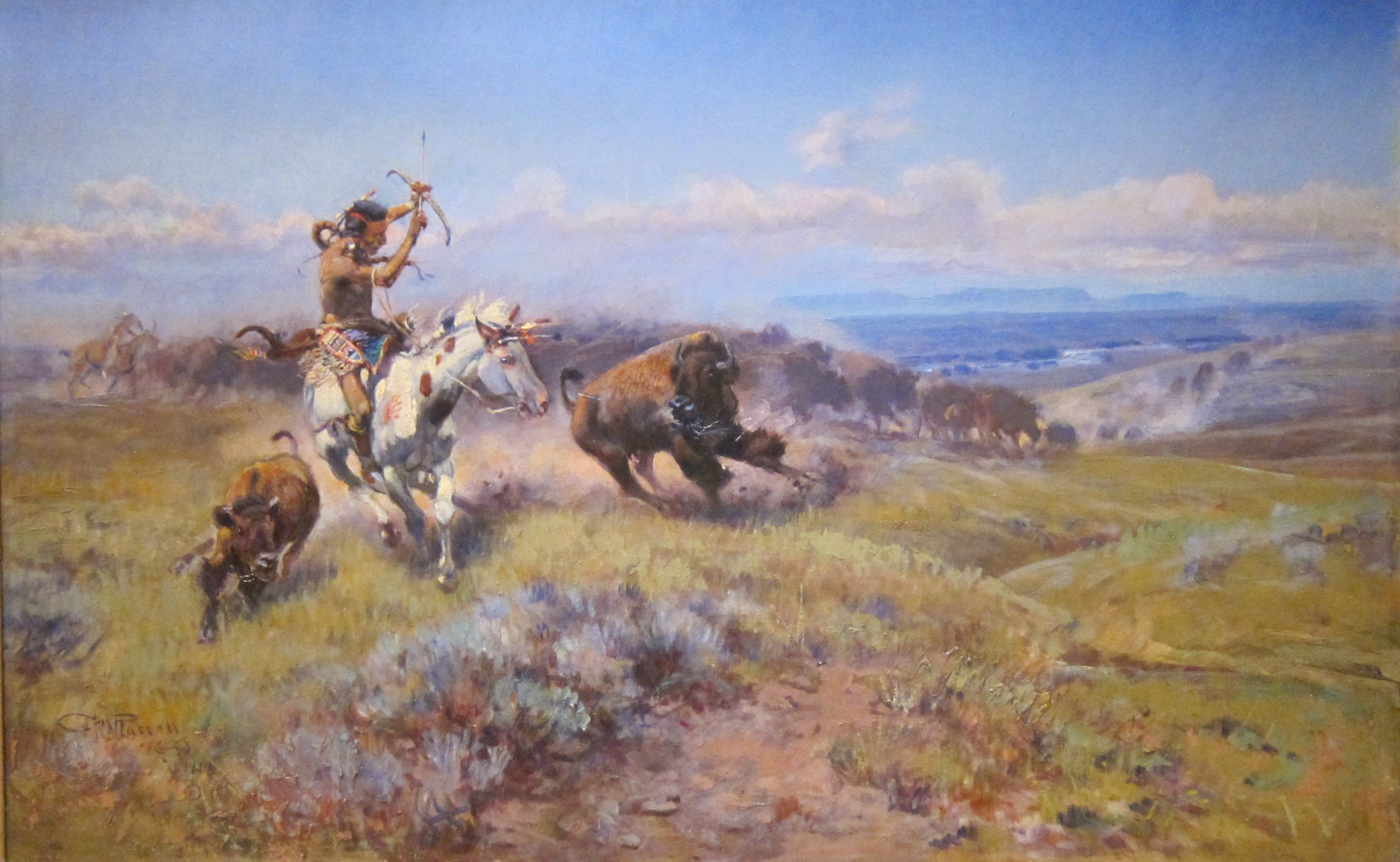
«Сражающееся мясо» (1919)
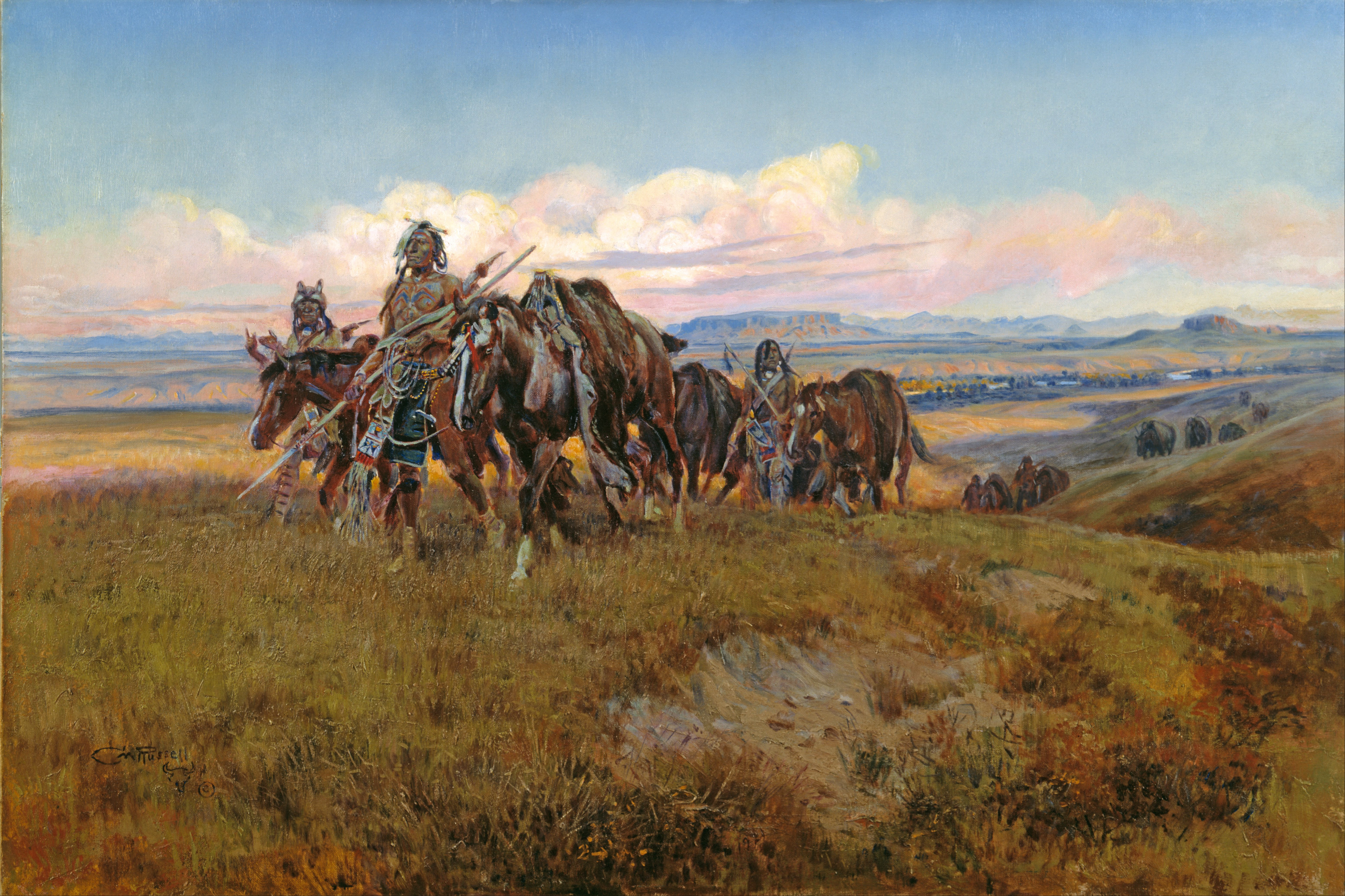
«Во вражеской стране» (1921)
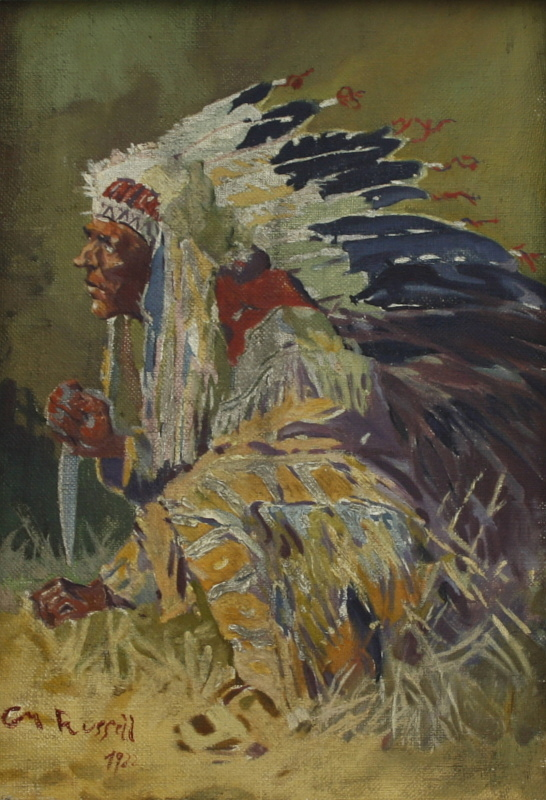
«Вождь сиу» (1922)
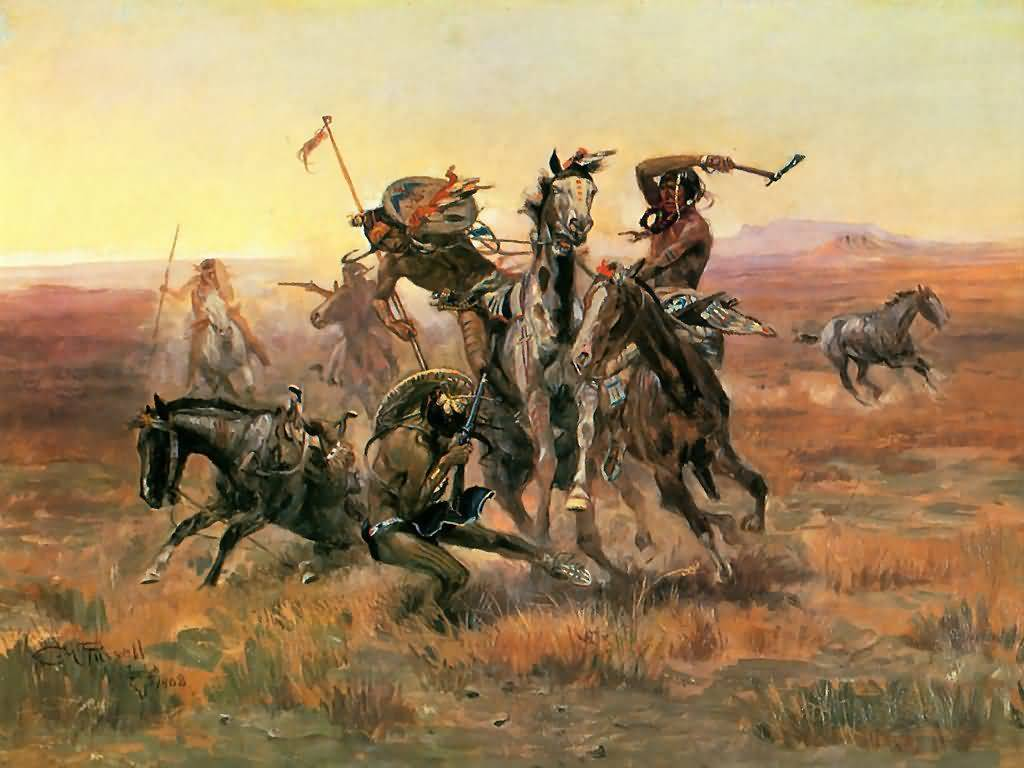
«Стычка сиу с черноногими»

## Память

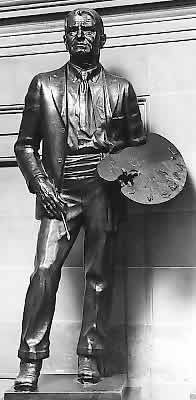
Скульптура в Национальном скульптурном зале

В Грейт-Фолсе, штат Монтана в настоящее время создан музей, носящий его имя — «C.M. Russell Museum». У входа в музей поставлен памятник Чарльзу Расселу.